# هاو اند
هاو اند (به انگلیسی: How End) یک روستا در بریتانیا است که در بدفوردشر مرکزی واقع شده‌است.